# Webster County (Mississippi)
 For alternative betydninger, se Webster County. (Se også artikler, som begynder med Webster County)
Webster County er et county beliggende midt i den amerikanske delstat Mississippi. Webster County blev oprettet i 1874 under Genopbygningstiden (Reconstruction Era). 
33°37′N 89°17′V / 33.61°N 89.28°V